# Ногаре Цона Артиђанале - Екс П.И.П. (Тревизо)
Ногаре Цона Артиђанале - Екс П.И.П. је насеље у Италији у округу Тревизо, региону Венето.
Према процени из 2011. у насељу је живело 8 становника. Насеље се налази на надморској висини од 142 м.